# Чивіта
Чивіта (італ. Civita, сиц. Civita) — муніципалітет в Італії, у регіоні Калабрія,  провінція Козенца.
Чивіта розташована на відстані близько 400 км на південний схід від Рима, 110 км на північ від Катандзаро, 60 км на північ від Козенци.
Населення — 915 осіб (2014).
Щорічний фестиваль відбувається 11 лютого. Покровитель — святий Власій.

## Демографія
Населення за роками:

Станом на 1 січня 2023 року в муніципалітеті офіційно проживало 55 іноземців з 15 країн, серед них 18 громадян країн Євросоюзу та 2 громадяни України.

## Сусідні муніципалітети
- Кассано-алло-Йоніо
- Кастровілларі
- Черк'яра-ді-Калабрія
- Франкавілла-Мариттіма
- Фрашинето
- Сан-Лоренцо-Белліцці